# Ministerio del Poder Popular para el Transporte
El Ministerio del Poder Popular para el Transporte (MPPT) es un ministerio de Venezuela surgido en 2011.
Tiene su sede en la Torre MPPTT (antiguo nombre: Torre MTT) en el municipio Chacao, Caracas, Estado Miranda.
En noviembre de 2011, el presidente Hugo Chávez dividió el Ministerio del Poder Popular para el Transporte y Comunicaciones , alegando que se había convertido en un "ministerio monstruo", y creó el Ministerio del Poder Popular para el Transporte Terrestre y el Ministerio del Poder Popular para Transporte Acuático y Aéreo. Cambios que serían revertidos en el año 2016 por el presidente Nicolás Maduro, pasando así a tener una sola estructura ministerial para el sector transporte del país.

## Ministros
| Ministros |                                 |           |                |
| Orden     | Nombre                          | Período   | Presidente     |
| 1         | Ricardo Molina                  | 2016-2017 | Nicolás Maduro |
| 2         | Juan de Jesús García Toussaintt | 2017      | Nicolás Maduro |
| 3         | Carlos Osorio                   | 2017-2018 | Nicolás Maduro |
| 4         | Hipólito Abreu                  | 2018-2022 | Nicolás Maduro |
| 5         | Ramón Celestino Velázquez       | 2022-2025 | Nicolás Maduro |
| 6         | Ramón Celestino Velázquez       | 2025-     | Nicolás Maduro |

## Estructura del Ministerio de Transporte

### Órganos adscritos
- Sistema Integral de Transporte Superficial (SITSSA)
- Fundación Fondo Nacional de Transporte Urbano (FONTUR)
- Empresa Nacional de Mantenimiento Vial (ENVIAL)
- Corporación Nacional de Logística y Transporte de Carga (CORPOLOGÍSTICA)
- Sistema Autónomo de Vialidad Agrícola (SAVA)
- Trolebús de Mérida (TROMERCA)
- Sistema de Transporte Masivo de Barquisimeto (TRANSBARCA)
- Fundación Laboratorio Nacional de Vialidad (FUNDANAVIAL)

- Metro de Caracas
- Instituto de Ferrocarriles del Estado (IFE)
- Metro de Los Teques
- Metro de Valencia
- Metro de Maracaibo (METROMARA)
- Insumos Ferroviarios (INFERCA)
- Empresa para la Infraestructura Ferroviaria Latinoamericana (FERROLASA)
- Industria Ferroviaria y Sistema por Cable de Venezuela (FERROVEN)

- Bolivariana de Aeropuertos (BAER)
- Instituto Nacional de Aviación Civil (INAC)
- Instituto Aeropuerto Internacional de Maiquetía (IAIM)
- Consorcio Venezolano de Industria Aeronáutica y Servicios Aéreos (CONVIASA)
- AEROPOSTAL

- Instituto Nacional de Espacios Acuáticos (INEA)
- Instituto Nacional de Canalizaciones (INCANAL)
- Bolivariana de Puertos (BOLIPUERTOS)
- Corporación Venezolana de Navegación (VENAVEGA)
- Diques y Astilleros Nacionales (DIANCA)
- Consolidada de Ferry (CONFERRY)